# Gabriel Bateman
Pour les articles homonymes, voir Bateman.
Gabriel Michael Bateman, né le 10 septembre 2004, à Turlock, Californie (États-Unis), est un acteur américain.
Il est connu pour ses rôles dans les films d'horreur Annabelle (2014), Dans le noir (2016) et Child's Play : la poupée du mal (2019). Il a également joué dans Benji, film original de Netflix de 2018, et dans les séries de CBS Stalker et American Gothic.

## Biographie
Gabriel  Bateman est né le 10 septembre 2004, à Turlock, Californie (États-Unis). Ses parents sont Tim et Jonelle Bateman.
Il est le dernier d'une fratrie de huit enfants. Il a quatre frères, Justin, Judah, Noah et Aleq Bateman. Et trois sœurs, Hannah, Leah et l'actrice Talitha Bateman.

## Carrière
En 2014, il tourne dans le film d’horreur Annabelle, le spin-off de Conjuring. Cette même année, il tient un rôle dans la série de CBS Stalker. Mais la série est annulée l'année suivante.
En 2016, il joue aux côtés de Teresa Palmer dans le film Dans le noir, produit par James Wan. Puis il joue dans les séries American Gothic et Outcast.
En 2019, il est à l'affiche des films Playmobil, le film de Lino DiSalvo, Robert The Bruce de Richard Gray et Child's Play : La Poupée du mal.
En 2021, il tient un rôle le temps d'un épisode dans De l'autre côté, puis il incarne l'un des rôles principaux dans la série The Mosquito Coast avec Justin Theroux et Melissa George.
En 2023, il tourne sous la direction de Steven Spielberg dans The Fabelmans

## Filmographie

### Cinéma

#### Longs métrages
- 2012 : George Biddle, CPA de Nick Walker : Le fils de Many
- 2014 : Annabelle de John R. Leonetti : Robert
- 2015 : Band of Robbers d'Aaron Nee et Adam Nee : Huck Finn jeune
- 2015 : Checkmate de Timothy Woodward Jr. : Christopher
- 2016 : Dans le noir (Lights Out) de David F. Sandberg : Martin
- 2018 : Benji de Brandon Camp : Carter Hughes
- 2018 : Au nom des femmes (Saint Judy) : Alex Wood
- 2019 : Playmobil, le film (Playmobil The Movie) de Lino DiSalvo : Charlie Brenner
- 2019 : Robert The Bruce de Richard Gray : Scot
- 2019 : Child's Play : La Poupée du mal (Child's Play) de Lars Klevberg : Andy Barclay
- 2020 : Enragé (Unhinged) de Derrick Borte : Kyle Hunter
- 2020 : Think Like a Dog de Gil Junger : Oliver
- 2023 : The Fabelmans de Steven Spielberg : Roger

#### Courts métrages
- 2013 : The Park Bench de Sheila Hart : Le garçon avec le chien
- 2020 : Man of the Harvest de Luther Clayton et Orion Eshel : Owen

### Télévision

#### Séries télévisées
- 2014 : Grey's Anatomy : Jared Cole
- 2014 - 2015 : Stalker : Ethan Taylor
- 2015 : Wicked City : Cooper Flynn
- 2015 : Code Black : Jason Riner
- 2015 : Your Family or Mine : Jason Weston Jr
- 2016 : American Gothic : Jack Hawthorne
- 2016 - 2017 : Outcast : Joshua Austin
- 2018 : Les jeunes aventuriers (The Dangerous Book for Boys) : Wyatt McKenna
- 2021 : De l'autre côté (Just Beyond) : Jack
- 2021 - 2023 : The Mosquito Coast : Charlie Fox

#### Téléfilm
- 2016 : Mamma Dallas de Mike White : Tucker Cox